# Gun-Britt Zeller
Gun-Britt Håkansson Zeller (født 26. juni 1950 i Sverige) er en dansk frisør.
Gun-Britt flyttede til Danmark i 1960 og blev udlært frisør hos Tagensen i Aalborg i 1967. Hun blev selvstændig i 1976. I dag driver hun salonen, i Ny Østergade i Indre By, København. I 1966 vandt hun DM og har siden været blandt Danmarks førende frisører. Hun er internationalt kendt fra modemagasiner som Vogue og fra shows i New York City og London.
Gun-Britt Zeller har lagt navn til sine egne hårplejeserier, GB by Gun-Britt & Care by Gun-Britt.
Hun er gift med skuespilleren Torben Zeller.
|  | Artiklen om Gun-Britt Zeller kan blive bedre, hvis der indsættes et (bedre) billede Du kan hjælpe ved at afsøge Wikimedia Commons for et passende billede eller uploade et godt billede til Wikimedia Commons iht. de tilladte licenser og indsætte det i artiklen. |